# Gnomoniella avellanae
Gnomoniella avellanae är en svampart som först beskrevs av J.C. Schmidt, och fick sitt nu gällande namn av Pier Andrea Saccardo 1882. Gnomoniella avellanae ingår i släktet Gnomoniella och familjen Gnomoniaceae.   Inga underarter finns listade i Catalogue of Life.